# Al-Gharafa Sports Club
Al-Gharafa Sports Club (em árabe: نادي الغرافة الرياضي) é uma agremiação esportiva do Qatar, fundada a 6 de junho de 1979 como Al-Ittihad. Tem sua sede em Al Rayyan, onde joga no Al-Gharafa Stadium. Atualmente, disputa a Primeira Divisão do Qatar. A associação possui departamentos de outros esportes. Estabelecido, em 1979, foi mais tarde incorporado à Associação de Futebol do Qatar em 23 de setembro do mesmo ano. Foi rebatizado oficialmente à sua forma atual, em 2004, para melhor representar o distrito de Al-Gharafa, ao qual pertence.

## História
A ideia de criar o novo clube que representaria Gharafat Al-Rayyan despertou através de um grupo de jovens em 1978. Precisamente de pessoas como Sheikh Hamad Bin Jassim Al-Thani, Mohammad Bin Jassim Sheikh Al-Thani, e Mohammad Al-Saad Rumaihi. Em um documentário produzido pelo Al Kass, canal desportivo sobre a história do clube, Hamad Bin Jassim Shiekh mencionou que a ideia foi sugerida por Al-Saad Romaihi, que inicialmente estava trabalhando como jornalista de esportes no jornal Al Raya.

### 1989 a 2000
O Al-Gharafa Sports Club foi fundado a 6 de junho de 1979 e foi formalmente criado a 23 de setembro como Al-Ittihad pelo primeiro presidente do conselho de administração, Khalifa bin Fahad bin Mohammed Al Thani (1979-1982) nos termos da Resolução 9. O time foi concebido com a intenção de criar instalações desportivas para a juventude na região.
Não ocorreu aos líderes que o clube se tornaria um tremendo sucesso como é hoje. O nome " Al-Ittihad ", que significa União, foi escolhido de acordo com o espírito da fraternidade e solidariedade que caracteriza o clube e seus dirigentes. O Al-Gharafa deve muito de seu sucesso nos primeiros anos por conta do apoio financeiro e material dos seus líderes sheiks.
Como o time foi criado tardiamente em comparação com outros da época foi remanejado para a segunda divisão do país. A equipe dominou o campeonato e ganhou o título em sua estréia na temporada 1979-1980 sob o comando do treinador egípcio Mahmoud Abu Rujaila, assim mais três vezes, a segunda defendendo o campeonato na temporada 1980-81, e a terceira, em 1983-1984, mesmo ano em que sua equipe juvenil também ganhou o campeonato. Além disso, conquistou a temporada 1986-87 da 2ª Divisão, permitindo que em 1987-1988 disputasse a Qatar Stars League do Qatar. O clube acabou ganhando seu primeiro título da Qatar Stars League em 1991-1992, quebrando o impasse de 16 anos entre os três dominantes do país que eram Al-Arabi, Al Sadd e Al-Rayyan. O Al-Gharafa, na juventude, também ganhou o campeonato um ano mais tarde na temporada 1992-1993. O clube foi vice-campeão, em 1994, perdendo para o Al-Arabi, antes de ganhar a Copa do Emir do Qatar 4 vezes seguidas, de 1995 a 1998.
Ganharia o campeonato pela segunda vez em 1997-1998 com 32 pontos depois que venceu o Al-Rayyan por uma margem de 3 pontos. O Al-Rayyan terminou vice-campeão, com o Al Sadd em terceiro lugar. No ano seguinte, terminou vice-campeão, atrás do Al-Wakrah, no entanto, o Al-Gharafa, que teve a melhor diferença de gols.

### 2000 a 2005
Em 28 de abril de 2000, no Khalifa International Stadium, o Al-Gharafa venceu sua primeira Qatar Crown Prince Cup. A partida terminou sem gols antes de vencer o Al-Rayyan por 9 a 8 nas cobranças de pênaltis. A equipe foi liderada por Adel Khamis, o então capitão do time. O time também ganhou o Crown Prince Cup em 2010 e 2011.
Também venceu a competição em 2000-2001 ao derrotar o Al Sadd em seu último jogo a 1 de maio de 2001 por um placar de 1 a 0. Após a partida, Tamim bin Hamad Al Thani, então presidente do Comitê Olímpico, entregou um prêmio para Khamis Adel, bem como medalhas de ouro para toda a equipe e uma soma de 500.000 riais do Qatar para o clube. Rachid Amrane também foi o artilheiro  com uma contagem de 16 gols.

### 2005 em diante
A Qatar Stars League foi reformulada na temporada 2004-2005, já que muitos times alteraram os seus nomes incluindo o Al-Gharafa, bem como mudaram o número de jogos a cada temporada de 18 para 27. O time ganhou o campeonato naquele ano, com apenas 1 derrota em 27 jogos, chegando a 66 pontos, 14 a mais do que o vice-campeão, o Al-Rayyan. Venceu também a sua primeira Copa do Sheikh Jassem daquele ano, após derrotar o Al Ahli por 2 a 1, com gols de Rodrigo e Al Fahad Shammari.
Na temporada seguinte, foi vice-campeão, perdendo o título para o Al Sadd. Contudo, na temporada seguinte, eles conquistou o campeonato mais uma vez, além de marcar o maior número de gols em uma temporada, 72 gols, principalmente graças aos esforços de Araújo, que marcou 27 gols naquela temporada, quebrando o recorde de Gabriel Batistuta que era de 25.

### Presidentes
| Anos                            | Presidentes                            |
| ------------------------------- | -------------------------------------- |
| Setembro de 1979 a maio de 1982 | califa Bin Fahad bin Mohammed Al Thani |
| Maio de 1982 a maio de 1984     | Saad Al-Mohammed Al-Rumaihi Abdullah   |
| Maio de 1984 a maio de 1989     | xeque Mohammed bin Jassim Al Thani     |
| Maio de 1989 a maio de 1991     | xeque Jassim bin Faisal Al Thani       |
| Maio de 1991 a maio de 1992     | xeque Khalid bin Thani Al Thani        |
| Maio de 1992 a 01               | xeque Jassim bin Khalifa Al Thani      |
| 2001 a 2005                     | xeque Thamer Bin Mohammed al Thani     |
| 2005 -                          | xeque Hamad bin Thamer Al Thani        |

## Títulos
- Liga do Qatar: 7

1992-93, 1998-99, 2002-03, 2004-05, 2007-08, 2008-09, 2009-10
- Copa Emir: 6

1995, 1996, 1997, 1998, 2002, 2009, 2012
- Copa do Príncipe do Qatar: 1

2000
- Recopa Árabe: 1

1999

## Performance em competições asiáticas
- Liga dos Campeões da AFC: 3 participações

2002-03: 3º lugar
2010: Quartas de Final
2006: Fase de grupos
2008: Fase de grupos
2009: Fase de grupos
- Recopa da AFC: 3 participações

1998: Quartas de final
1997: Segunda fase
1996: Primeira fase